# قرار مجلس الأمن التابع للأمم المتحدة رقم 891
قرار مجلس الأمن التابع للأمم المتحدة رقم 891، المتخذ بالإجماع في 20 كانون الأول / ديسمبر 1993، بعد إعادة التأكيد على القرارات 812 (1993)، 846 (1993) و872 (1993) بشأن الحالة في رواندا، أشار المجلس إلى أن وجود بعثة مراقبي الأمم المتحدة في أوغندا - رواندا ساهمت في استقرار المنطقة ومددت تفويضها لستة أشهر إضافية.
وأشار المجلس إلى أن تكامل بعثة مراقبي الأمم المتحدة في جمهورية الكونغو الديمقراطية وبعثة الأمم المتحدة لتقديم المساعدة إلى رواندا هو أمر إداري بحت، ولن يؤثر بأي شكل من الأشكال على ولاية البعثة. تم الترحيب بتعاون حكومة أوغندا، وتم حث جميع السلطات المدنية والعسكرية في منطقة الانتداب على التعاون مع البعثة.

## روابط خارجية
- نص القرار في undocs.org